# Оларі (Бузеу)
Оларі (рум. Olari) — село у повіті Бузеу в Румунії. Входить до складу комуни Калвінь.
Село розташоване на відстані 90 км на північ від Бухареста, 40 км на захід від Бузеу, 135 км на захід від Галаца, 72 км на південний схід від Брашова.

## Населення
За даними перепису населення 2002 року у селі проживали 346 осіб, усі — румуни. Усі жителі села рідною мовою назвали румунську.